# Vochtige Araucariabossen
De vochtige Araucariabossen (Engels: Araucaria moist forests) vormen een ecoregio in de Zuid-Amerikaanse landen Brazilië en Argentinië. De ecoregio maakt een onderdeel uit van het Atlantisch Woud.

## De ecoregio
De ecoregio beslaat een oppervlakte van 216.100 km² in een bergachtig gebied met rotsen en plateaus. Het gebied bevindt zich in het zuidoosten van Brazilië en het noordoosten van Argentinië en is gelegen in de Braziliaanse deelstaten São Paulo, Paraná, Santa Catarina en Rio Grande do Sul en in de Argentijnse provincie Misiones.
De ecoregio bestaat uit vochtige bossen op een hoogte van boven de 500 meter die verder oploopt tot 1600 meter boven de zeespiegel. Deze bossen bevinden zich verspreid op de plateaus en hoge hellingen van de Serra da Mantiqueira. De bodemgesteldheid is gevarieerd, zowel vruchtbare bodems (latosol) als arme bodems (lithosol) komen beide voor.
De ecoregio heeft een subtropisch klimaat met regelmatige vorst tijdens de wintermaanden en soms ook lichte sneeuwval. Verder kent het klimaat hier geen droog seizoen en valt er jaarlijks veel neerslag, wat varieert tussen de 1300 en 3000 millimeter.

## Flora en fauna
In de vochtige bossen groeien voornamelijk groenblijvende subtropische boomsoorten. De kroonlaag wordt gevormd door de boomsoort Araucaria angustifolia, die een groeihoogte van 45 meter kan bereiken. Hiernaast groeien ook boomsoorten zoals Ocotea pretiosa, Ocotea catharinense, Campomanesia xanthocarpa en Parapiptadenia rigida. Van de 352 voorkomende plantensoorten zijn 47 soorten endemisch.
De ecoregio herbergt enkele bedreigde soorten van de Atlantische bossen zoals de bruine brulaap (Alouatta guariba) en de roodbrilamazone (Amazona pretrei). Ook zeldzame zoogdiersoorten als de Braziliaanse eekhoorn (Sciurus aestuans) en de paca (Cuniculus paca) komen er voor. Verder wordt de ecoregio ook erkend als een Endemic Bird Area (EBA).

## Galerij

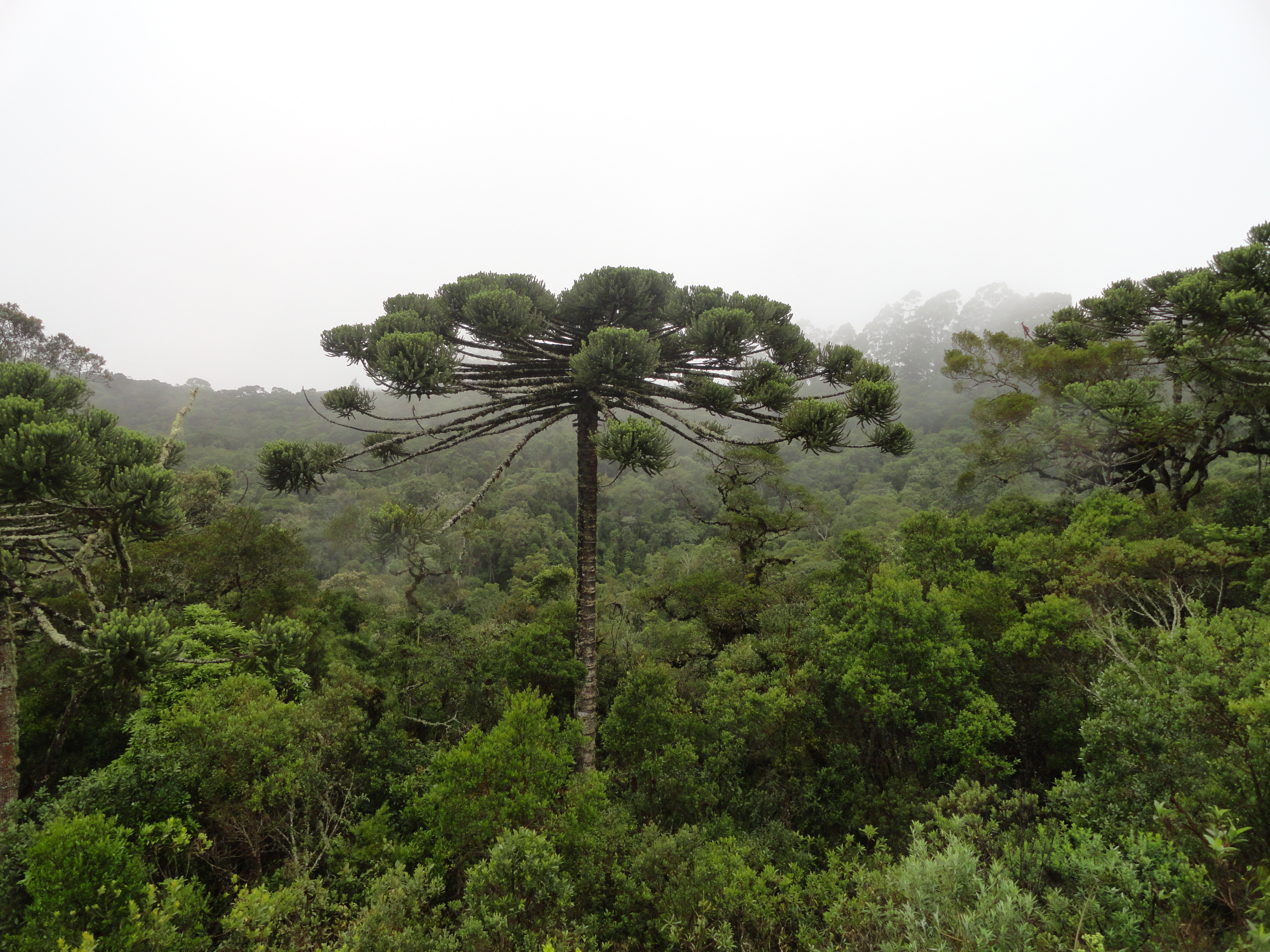
Araucaria angustifolia
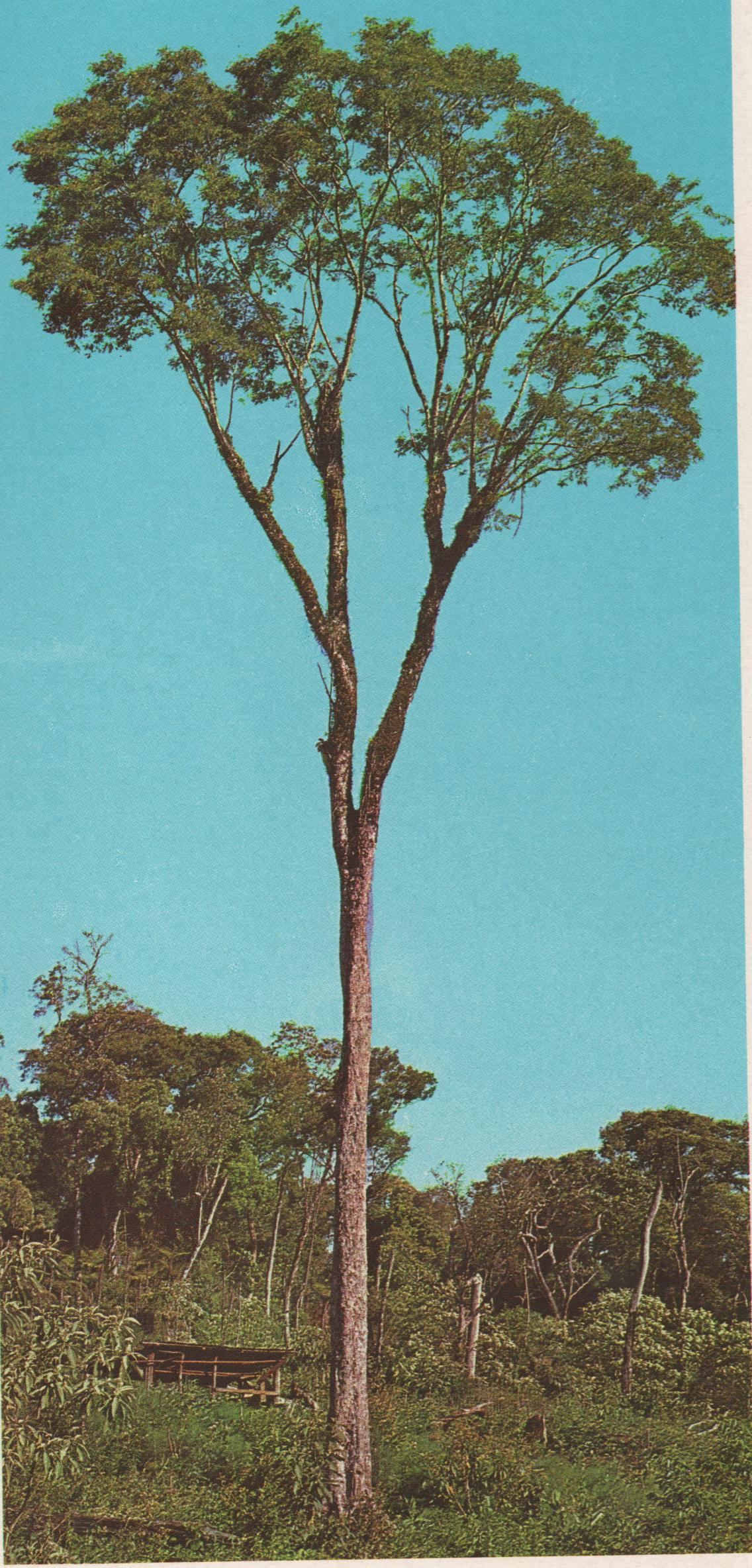
Parapiptadenia rigida
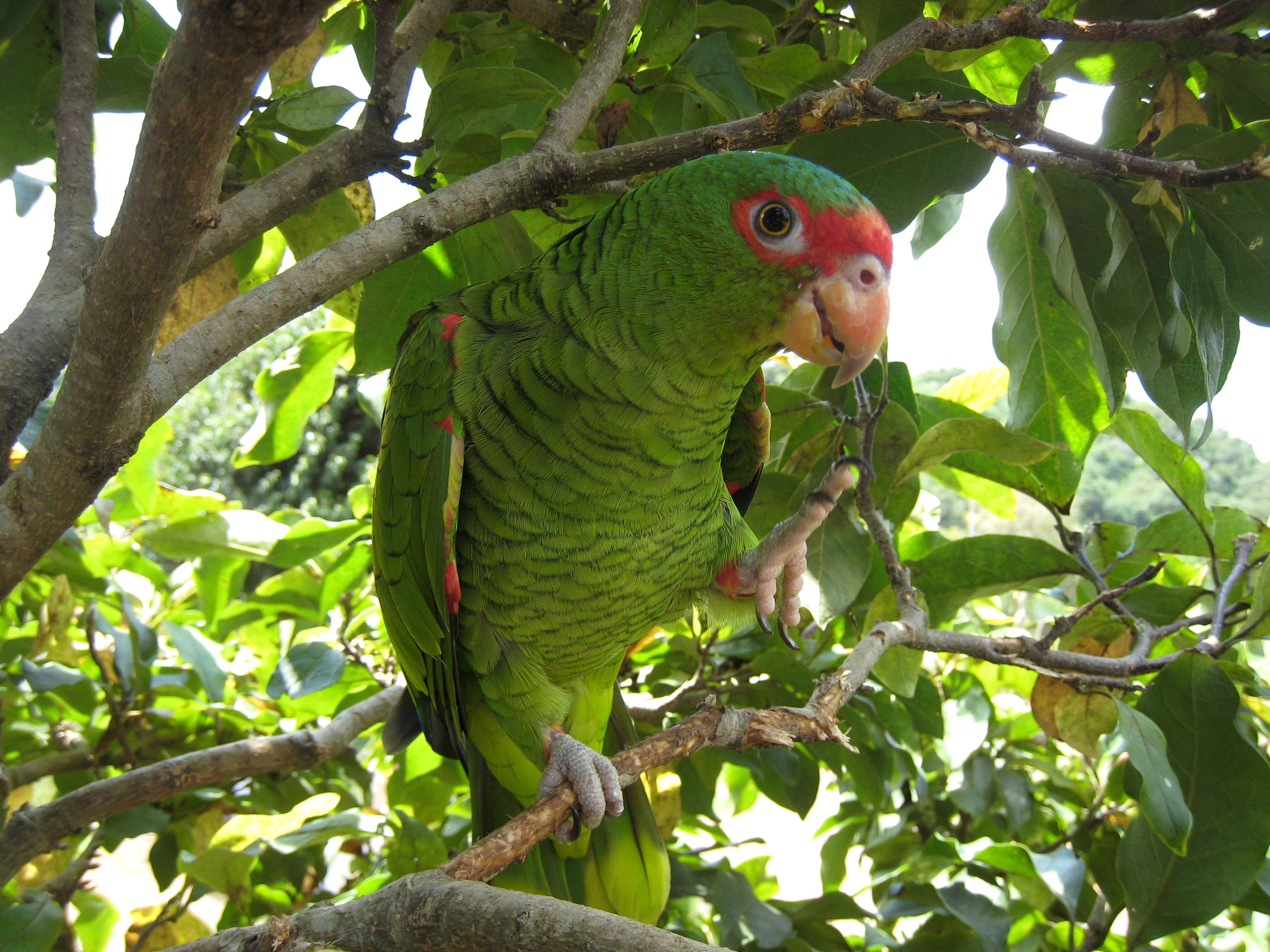
Roodbrilamazone
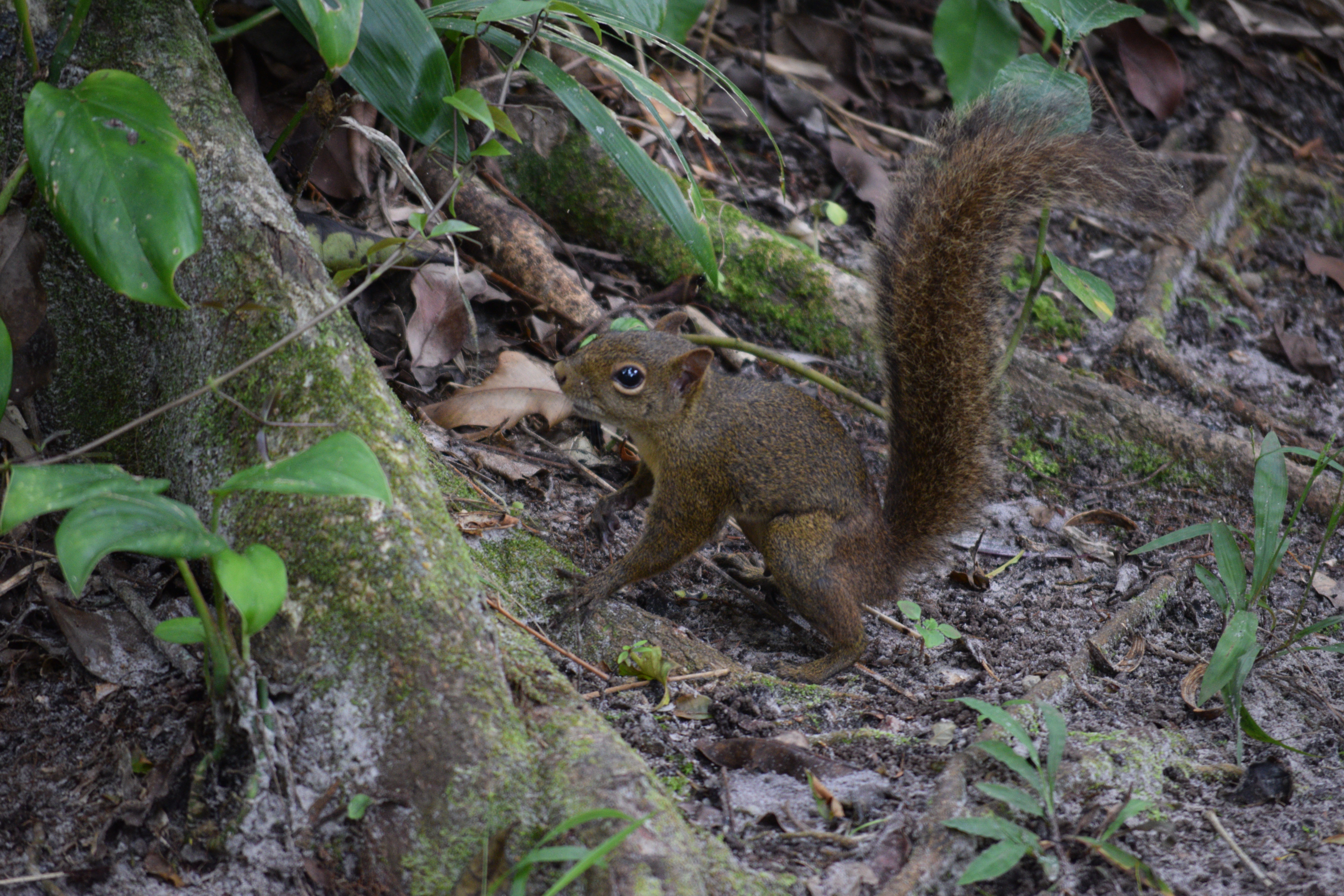
Braziliaanse eekhoorn
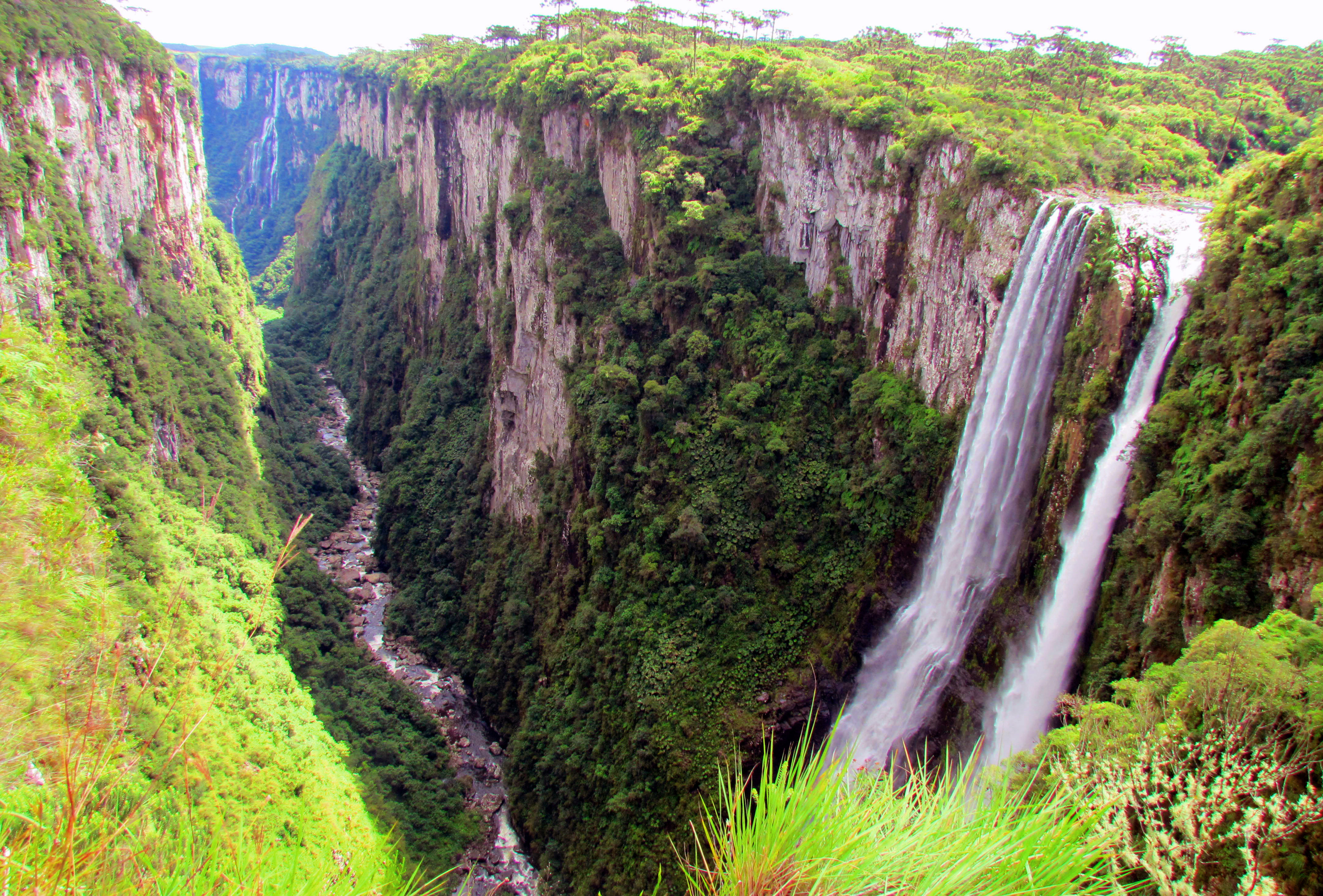
Berglandschap